# 维基瓦治 (佛罗里达州)
维基瓦治（英語：Weeki Wachee）是美国佛罗里达州赫爾南多縣下属的一座城市。建立于1966年。面积约为2.7平方公里（约合1平方英里）。根据2010年美国人口普查，该市有人口12人。论人口在本州排行第409。